# Hugó francia király
Hugó vagy Capet Hugó (Dourdan, 939-941 körül – Prasville, 996. október 24.) a frankok hercege 960-tól, majd Franciaország királya 987-től haláláig, a Capeting-ház első uralkodója.

## Élete
Apja Nagy Hugó Neustria őrgrófja, anyja Szász Hedvig (I. Ottó húga), nagybátyja Odó párizsi gróf volt. Nagyapja, I. Róbert a Róbertidák/Rupertidák ripuári frank nemzetségéből származott. Együgyű Károllyal rivalizált a Nyugati Frank Királyság trónjáért, és egy évig tartó uralkodás után 923-ban elesett a soissons-i csatában.
A Karoling-házbeli V. Lajos 14 hónap uralkodás után vadászbalesetben meghalt. Nem volt fiúörököse, fivérei pedig törvénytelen gyermekek voltak. A Frank Királyság előkelő családjai, egyházi méltóságai, élükön Adalbéron reims-i érsekkel és aurillac-i Gerberttel, a későbbi II. Szilveszter pápával (mindketten közel álltak Ottó udvarához), az elhunyt király nagybátyja helyett Hugót választották uralkodójuknak Senlisben. Noyonban koronázták meg 987. július 3-án.

## Uralkodása
Hugó szilárd alapokra akarta helyezni a királyságot, ezért 987 karácsonyán Róbert fiát tette meg társkirálynak. Ezzel a lépéssel szakított a királyválasztás addigi szokásával, és dinasztiát alapított. A hagyomány előírta, hogy a királyt a reims-i érseknek kell megkoronáznia, és az érsek először visszautasította a szokatlan kívánságot. Hugó végül a mórveszélyre hivatkozva tudta őt meggyőzni, ugyanis 985-ben II. Borrell barcelonai gróf katonai segítséget kért tőle al-Mansur ellen. Hugó arra hivatkozott, hogy ha a hadjáratban el találna esni, zavar támadna a királyság vezetésében, Róbert megkoronázása azonban biztosítaná a folytonosságot. Ezzel elérte ugyan, hogy fiát megkoronázzák, de a hadjáratra nem sikerült rávennie nemeseit. Barcelona grófjai, akik eddig a francia király hűbéreseinek számítottak, e pillanattól függetlennek tekintették magukat. Katalán történészek szerint ezzel az elmaradt segélynyújtással született meg a katalán nemzet.
A koronázás után Hugó a trónviszályok megelőzésére törvénybe iktatta, hogy a trónt csak a legidősebb fiú örökölheti. A dinasztia fő ága 1328-ban kihalt, de az oldalági leszármazottak 1848-ig uralkodtak (kivéve a francia forradalom és a Francia Császárság idejét).
A Francia Királyság magva, a Nyugati Frank Királyság a Schelde, a Maas, a Saône és Rhône folyók között terült el, és területét a későbbi királyok fokozatosan növelték. Az első Capeting királyok nem választottak maguknak székvárost; Hugó városról városra járva kormányzott.
A békés természetű Hugót nem tekintette veszélyes riválisnak Ottó, miként vazallusai sem. Egyházi emberekkel vette magát körül, kapcsolatokat létesített a nagybirtokos családokkal, így Normandia hercegével, és Anjou grófjával.
Uralkodása alatt a királyságban viszonylagos béke honolt, a szabad parasztok és jobbágyok új területeket vontak művelésbe, az apátságok iskolákat nyitottak, a kereskedelem fellendült.

## Emlékezete

### A Capeting-ház
A dinasztia neve Hugó halála után néhány évtizeddel született: Adémar de Chabannes, a limoge-i Saint-Martial apátság szerzetese és krónikása nevezte művében először Vállköpenyes (Cappa) Hugónak a királyt 1030 körül. A cappa Tours-i Szent Márton vállköpenyére utal, a Tours-i apátságban őrizték egy darabját, ahol Hugó harmadrendi, laikus apátként szolgált.

### Az Isteni színjáték
Az Itália jelentős részét elfoglaló franciákra mérges Dante Alighieri Hugót „nyöszörgő, sikoltozó lélekként” a Purgatóriumban helyezte el, és egy párizsi mészáros fiának nevezte:
Capet Hugónak hívtak engem ott túl:
s Lajosok és Fülöpök atyja lettem,
kik trónon ültek frank uralkodókul.
Egy párizsi mészárostól születtem,
mikor kihaltak a régi királyok,
kivéve egyet (kit zárdába tettem)…
(Purgatórium XX., 49–54., Babits Mihály fordítása)